# Retrocompatibilità
Il termine retrocompatibilità o compatibilità all'indietro (in inglese backward compatibility) assume una serie di significati diversi ma legati tra di loro, in ambito tecnologico, soprattutto in informatica.
È l'inverso della compatibilità in avanti.

## Esempi
Un software con retrocompatibilità è in grado di aprire correttamente tutti i dati salvati utilizzando la versione precedente.
Una libreria software nella versione x è detta retrocompatibile se tutte le applicazioni che utilizzavano le versioni precedenti della libreria continuano a funzionare anche con la versione x.
Un protocollo di rete si dice retrocompatibile se è in grado di comunicare con le versioni precedenti del protocollo stesso.

## Difficoltà
Sebbene possa sembrare banale, fornire la retrocompatibilità non è sempre semplice.
Ad esempio, nel caso specifico di librerie, se esse vengono fornite inizialmente con dei bug, tipicamente i programmatori troveranno degli stratagemmi per aggirare tali bug. Tuttavia se la versione successiva della libreria correggesse tali bug, proprio gli stratagemmi usati dai programmatori potrebbero portare al malfunzionamento delle applicazioni che utilizzano tale libreria.